# 1072
Високе Середньовіччя •  Золота доба ісламу •  Реконкіста •  Київська Русь

## Геополітична ситуація
Візантію очолив Михайло VII. Генріх IV є королем Німеччини, а Філіп I — королем Франції.
Апеннінський півострів розділений між численними державами: північ належить Священній Римській імперії, середню частину займає Папська область, південна частина півострова окупована норманами. Деякі міста півночі: Венеція, Генуя, мають статус міст-республік.
Південь Піренейського півострова займають численні емірати, що утворилися після розпаду Кордовського халіфату. Північну частину півострова займають християнські Кастилія, Леон (Астурія, Галісія), Наварра, Арагон та Барселона. Вільгельм Завойовник став королем Англії, Олаф III є королем Норвегії, а Свейн II Данський — Данії.
У Київській Русі править Ізяслав Ярославич. У Польщі княжить Болеслав II Сміливий. Хорватію очолює Петар Крешимир IV. На чолі королівства Угорщина стоїть Шаламон I.
Аббасидський халіфат очолює аль-Каїм під покровительством сельджуків, які окупували Персію, в Єгипті владу утримують Фатіміди, у Магрибі панують Альморавіди, у Середній Азії правлять Караханіди, Газневіди втримують частину Індії. У Китаї продовжується правління династії Сун. Значною державою в Індії є Чола. В Японії триває період Хей'ан.

## Події

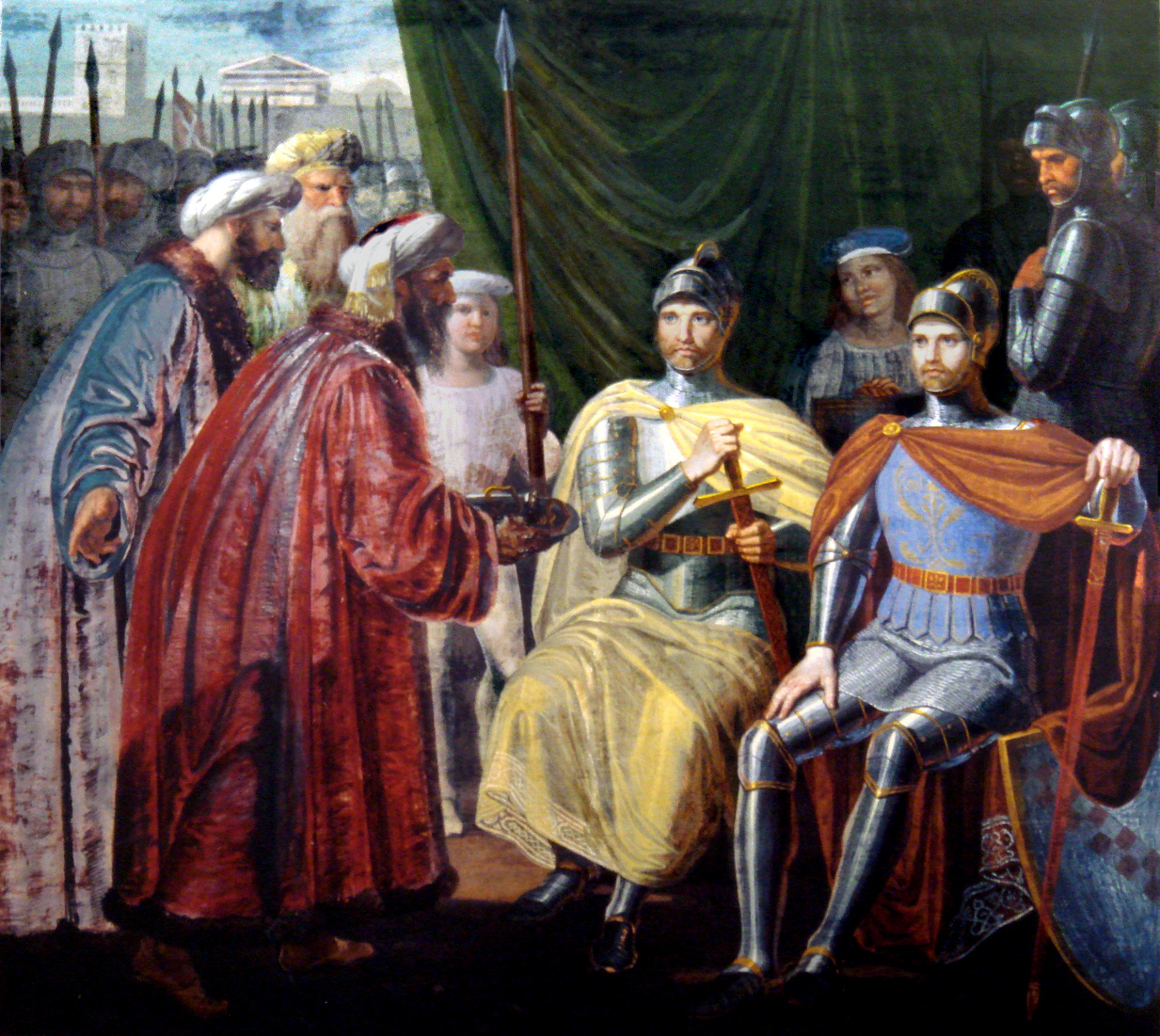
Рожер Отвіль приймає ключі від Палермо

- Прийняття «Правди Ярославичів» — збірника руських законів.
- Нормани на чолі з Рожером Отвілем узяли в сарацинів Палермо.
- Імператором Візантії став Михайло VII. Попереднього імператора Романа IV Діогена осліпили й відправили в монастир.
- Болгари підняли повстання проти Візантії і оголосили царем Костянтина Бодіна під іменем Петра III. Однак, візантійці придушили повстання.
- Після загибелі свого брата Санчо II від руки вбивці Альфонсо VI став королем Кастилії, Леону та Галісії.
- Султан сельджуків Алп-Арслан загинув під час походу на Караханідів. Новим султаном став Малік-шах.
- у Китаї Шень Куо очолив астрономічне бюро і почав проводити регулярні (тричі на добу) виміри положення зірок і планет.